# Асо
Асо (итал. Asso) је насеље у Италији у округу Комо, региону Ломбардија.
Према процени из 2011. у насељу је живело 3347 становника. Насеље се налази на надморској висини од 428 м.

## Становништво
Према резултатима пописа становништва 2011. у општини је живело 3.625 становника.
| 1931. | 1936. | 1951. | 1961. | 1971. | 1981. | 1991. | 2001. | 2011. |
| ----- | ----- | ----- | ----- | ----- | ----- | ----- | ----- | ----- |
| 2.193 | 2.180 | 2.533 | 2.604 | 2.915 | 2.751 | 2.942 | 3.177 | 3.625 |

## Партнерски градови
- Saint-Péray